# Pebatan
Pebatan is een bestuurslaag in het regentschap Brebes van de provincie Midden-Java, Indonesië. Pebatan telt 5238 inwoners (volkstelling 2010).